# Blairsburg (Iowa)
Blairsburg – miasto w Stanach Zjednoczonych, w stanie Iowa, w hrabstwie Hamilton. 

## Demografia
Zgodnie ze spisem statystycznym z 2000, miasto liczyło 235 mieszkańców. W 2023 liczba mieszkańców spadła do 176 osób, a gęstość zaludnienia poniżej 104 osób/km².